# 日本菟丝子
日本菟丝子为旋花科菟丝子属下的一个种。

## 别名
无量藤、天蓬草、飞来花、黄丝藤、金丝草、大粒菟丝子、红雾水藤、雾水藤、红无根藤、无头藤、金丝藤、山老虎、无根草、飞来藤、无根藤、金灯笼、无娘藤、菟丝子、大菟丝子、日本菟丝子。

## 變種
- 台灣菟絲子（Cuscuta japonica var. formosana）

## 外部連結
- 大菟絲子 Da Tu Si Zi （页面存档备份，存于） 中藥標本數據庫 (香港浸會大學中醫藥學院) （繁體中文）（英文）